# عامونا
عامونا (بالعبرية: עמונה) (بالإنجليزية: Amona)‏ بؤرة استيطانية إسرائيلية، أقيمت شمال محافظة رام الله والبيرة وسط الضفة الغربية، وتقع إداريًا ضمن اختصاص مجلس ماتي بنيامين الإقليمي. في عام 2012 كان عدد سكانها 200 مستوطنًا. حتى أكتوبر 2013 ، كانت تضم 42 عائلة. تم إخلاءها بالكامل في فبراير 2017 امتثالا لحكم أصدرته المحكمة العليا الإسرائيلية.

## الجانب القانوني
يعتبر المجتمع الدولي المستوطنات الإسرائيلية في الضفة الغربية غير قانونية بموجب القانون الدولي، لكن الحكومة الإسرائيلية تعارض ذلك.